# Elátkozott katonák
Az elátkozott katonák (lengyelül: żołnierze wyklęci) vagy rendíthetetlen katonák (lengyelül: żołnierze  niezłomni) a második világháború utáni időszakban lengyel függetlenségi és antikommunista földalatti partizánmozgalom harcosai.
A Honi Hadsereg katonáiból verbuválódott partizáncsapatok elsősorban Lengyelország szovjetizálása ellen harcoltak az NKVD egységei ellen.
Az ellenállás utolsó tagja, Józef Franczak (fedőneve: Lalek) 1963. október 21-én esett el. Az Elátkozott Katonák többsége a gyakorlatban már az 1947. januári parlamenti választások után letették a fegyvert, mivel elmaradt a remélt nyugati támogatás és az ország teljes mértékben a Szovjetunió alávetettségébe került. Az 1947-es amnesztia után nagyjából 2000 fő maradt az ellenállásban.
A partizánmozgalom résztvevőit „elátkozott katonáknak”, a „második konspiráció katonáinak” vagy „rendíthetetlen katonáknak” nevezik. A szocialista korszakban „földalatti reakciónak” bélyegezték őket. Az „elátkozott katonák” kifejezést először 1993-ban használták egy kiállítás címeként, majd Jerzy Ślaski ezzel a címmel írt könyvet a földalatti ellenállásról.
A ma ismert források szerint 1944 és 1947 között kb. 15 ezer ember esett el harcokban, ebből nagyjából 7 ezer az ellenállás tagja volt.

## Tevékenység
A háború alatti jól szervezett és kiterjedt konspiratív fegyveres ellenállás a benyomuló Vörös Hadsereggel szemben vereséget szenvedett. A Honi Hadsereget hivatalosan is feloszlatták, majd vezetői sorban letartóztatták, Moszkvába hurcolták és a „tizenhatok perében” súlyos börtönbüntetésre ítélték.
A Honi Hadsereg 300-350 ezres létszámához viszonyítva jóval kisebb, de még mindig jelentős, mintegy 80 ezer ember tartozott különböző illegális szervezetekhez. Igaz, fegyveres harcot csak töredékük folytatott, de akik vállalták a harcot, azok viszonylag jól fel voltak fegyverezve.
Az antikommunista ellenálláshoz nem csupán az egykori Honi Hadsereg számos egysége, hanem a Paraszt Zászlóaljak, illetve a nemzeti tábor konspiratív szervezetei (Nemzeti Katonai Szövetség, Nemzeti Véderő, Nemzeti Katonai Szervezet) is csatlakoztak. A legjelentősebb szervezetet 1944. szeptember 2-án hozta létre Jan Rzepecki ezredes Szabadság és Függetlenség (WiN) néven azzal a céllal, hogy titkos politikai szervezetté alakítsák át a katonai struktúrát. 1945 tavaszára a WiN már a konspiráció legkiterjedtebb és legnagyobb tekintélyű szervezetté vált, azonban nem tudott tisztán politikai szervezetté alakulni.
A földalatti ellenállás felszámolására az NKVD egységei mellett kivezényelték a Belbiztonsági Hadtest csapatait is, az elfogott partizánokat gyakran kivégezték. 1945-ben az NKVD tevékenységét nem számítva is közel 3 ezer embert öltek meg és több tízezret tartóztattak le. 1945 őszén letartóztatták a Nemzeti Véderő és a WiN teljes vezérkarát Jan Rzepecki ezredessel együtt.
1947. február 4-én tartották meg a Szejm alakuló ülését, amely már az elcsalt választások eredményeként került megválasztásra. Az ellenállásra nagy csapást jelentett, hogy a nyugati államok tudomásul vették Lengyelország szovjetizálását.
1947. február 22-én a Szejm amnesztiarendelete értelmében mintegy 25 ezer embert engedtek szabadon, sokak büntetését csökkentették. Az amnesztia célja a földalatti mozgalom szétbomlasztása mellett az volt, hogy az állambiztonság funkcionáriusai a börtönből kijött emberek megfigyelésével befurakodjanak a konspirációs tevékenységet folytató közösségekbe.
1947 folyamán gyakorlatilag felszámolták az ellenállást, csak kisebb elszigetelt partizánalakulatok maradtak. 1947-ben több mint 2 ezer főt végeztek ki és több mint 25 ezer főt zártak börtönbe.

## Megtorlás
Az 1945-ös amnesztia során mintegy 50 ezer, az 1947-es amnesztia után pedig 76 774 fő adta fel magát, akiket az állambiztonság kihallgatott. A kihallgatások célja az volt, hogy felderítsék a többi még konspirációban tevékenykedő partizánokat. A felderítő tevékenységet a Közbiztonsági Minisztérium Nyomozati Főosztálya vezette Józef Różanski irányításával.
Jan Żaryn történészprofesszor szerint több mint 20 ezer katona esett el a függetlenségi harcokban vagy haltak meg az NKVD és a lengyel állambiztonság (UB) börtöneiben.  A negyvenes évek végén és az ötvenes évek elején kb. 250 ezer embert tartottak fogva munkatáborokban.

## Emléknap
2011-től minden év március 1-je az „elátkozott katonák” nemzeti ünnepnapja (Narodowy Dzień Pamięci „Żołnierzy Wyklętych”). 1951-ben ezen a napon ítélték halálra Varsóban a Szabadság és Függetlenség parancsnokságának hét vezetőjét: Łukasz Ciepliński, Mieczysław Kawalec, Józef Batory, Adam Lazarowicz, Franciszek Błażej, Karol Chmiel, Józef Rzepka.
2013. március 1. és október 21. közötti időszakot a Szejm elnökének védnöksége alatt az "Elátkozott katonák emlékévének" szentelték.

## Kultúra
Az „elátkozott katonák” történetét a zene, a film és a színház is számos alkalommal feldolgozta. Több tucat lengyel településen közterek neve őrzi emléküket.

## Külső hivatkozások
- Andrzej Paczkowski: Fél évszázad Lengyelország történetéből, 1939-1989. Budapest, 1956-os Intézet, 1997.
- Pamięci Żołnierzy Wyklętych
- Polski Radio